# Bomba nuclear EP
Bomba Nuclear es el primer EP del músico chileno Pedropiedra. Lanzado en el segundo semestre de 2017 bajo el sello independiente Quemasucabeza, producido por él mismo, y grabado en los Estudios del Sur. El día de su lanzamiento incluso contó con la denominada "Fonda Nuclear" en el Club Subterráneo.

## Lista de canciones
| Bomba Nuclear EP |                                                      |          |  |
| N.º              | Título                                               | Duración |  |
| 1.               | «Inteligencia dormida (versión cumbia)»              | 4:26     |  |
| 2.               | «Para Ti (versión cumbia)»                           | 3:21     |  |
| 3.               | «Sol Mayor - Canta Jorge Delaselva (versión cumbia)» | 4:37     |  |
| 4.               | «Rayito/Olita (versión nueva)»                       | 4:22     |  |
| 16:53            |                                                      |          |  |

## Créditos
Músicos[cita requerida]
- Pedropiedra: voz, teclados, programaciones, coros, guitarra eléctrica, composición.
- Jorge Delaselva: bajo, guitarra acústica, guitarra eléctrica, coros, voz en Sol Mayor.
- Felipe Castro: guitarra eléctrica.
- Felipe Carbone: teclados.
- Eduardo Quiroz: batería y coros.
- Sebastián Jordan: trompeta.

Otros[cita requerida]
- Christian González: grabación y mezcla.
- Gonzalo González: masterización.
- Francisco Holzmann: masterización.
- Daniela Iturra: diseño.
- Lucy Valdés: fotografía.

- Datos: Q42906547